# Sclerolobium dwyeri
Sclerolobium dwyeri är en ärtväxtart som beskrevs av John Macqueen Cowan. Sclerolobium dwyeri ingår i släktet Sclerolobium och familjen ärtväxter. Inga underarter finns listade i Catalogue of Life.